# 中山太郎
中山 太郎（なかやま たろう、1924年（大正13年）8月27日 - 2023年（令和5年）3月15日）は、日本の政治家、医師。位階は正三位、勲等は勲一等旭日大綬章、学位は医学博士（大阪医科大学）。
外務大臣（第112・113代）、総理府総務長官（第30代）、沖縄開発庁長官（第11代）、衆議院憲法調査会長、衆議院議員（7期）、参議院議員（3期）、大阪府議会議員（4期）等を歴任した。また歴代の総理府総務長官経験者として最長寿であった。
父は戦前に衆議院議員、戦後に参議院議員を務めた中山福蔵。日本で初めて女性で閣僚（厚生大臣）を務めた中山マサは母。弟に建設大臣を務めた中山正暉がおり、長男は第一三共の代表取締役兼CEOである中山譲治、甥に元衆議院議員の中山泰秀がいる。

## 来歴

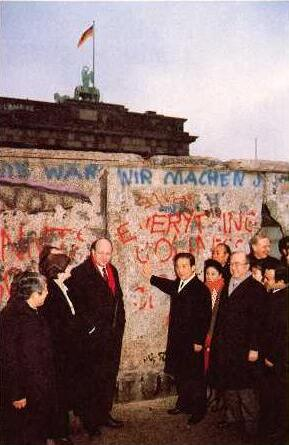
1990年1月、海部俊樹らと共にベルリンの壁を訪問

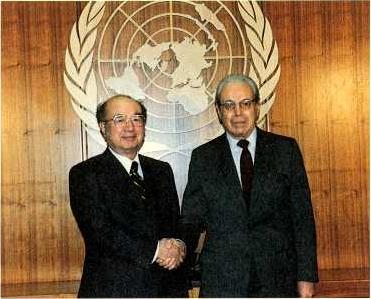
1991年3月、国際連合本部ビルにてハビエル・ペレス・デ・クエヤルと

大阪府大阪市生まれ。1952年（昭和27年）に、旧制大阪高等医学専門学校（のちの大阪医科大学、現在の大阪医科薬科大学）を卒業し、大阪医科大学小児科教室助手を務める。
1955年（昭和30年）に、大阪府議会議員選挙に出馬し、初当選を果たす。大阪府議を4期務めたのち、1968年（昭和43年）の第8回参議院議員通常選挙に大阪府選挙区から自由民主党公認で出馬し、当選。労働政務次官、参議院内閣委員長などを経て1980年（昭和55年）に、鈴木善幸内閣で総理府総務長官兼沖縄開発庁長官に任命され、初入閣。1986年（昭和61年）の第38回衆議院議員総選挙では参院議員を辞職して旧大阪府第5区から出馬し、当選。第1次海部内閣では駐米大使の松永信雄などが外務大臣就任を断った為派閥のバランスを考えて中山が外相に任命され、海部俊樹首相の退陣まで一貫して海部内閣の外相を務めた。
外務大臣就任まで外交交渉や国際会議の経験が乏しかったため、外相時代に直面した湾岸戦争の際には、各国要人との会談や国会での国際協力法案の審議をめぐり不慣れな様子を批判される一幕もあった。
中曽根康弘、宮澤喜一両元首相が2003年（平成15年）に引退して以降、現職議員の中では最高齢になったため、衆議院本会議場の座席は主に歴代首相経験者が並ぶ位置に置かれるようになった。2009年（平成21年）の第45回衆議院議員総選挙では、自民党の党規により重複立候補が認められず、大阪府第18区から出馬するが、民主党の中川治に敗れ、落選した。中山の落選により、大正時代生まれの国会議員がいなくなった。
自民党の内規である国政選挙の比例代表定年制の撤廃を要求していた。2010年（平成22年）5月25日、要求が通らなかったとして自民党に離党届を提出したが、幹事長（当時は大島理森）預かりとなり、その後も党籍は残った。
2023年3月15日11時、老衰のため死去。98歳没。死没日付をもって正三位に叙された。

## 政策

### 憲法調査会
2000年（平成12年）1月20日に衆議院に設置された衆議院憲法調査会の会長を務めた。同調査会再編に伴い、2005年（平成17年）9月22日に設置された衆議院の日本国憲法に関する調査特別委員会でも、設置時より委員長を務める。

### 外交
元外務大臣であり、日韓議員連盟顧問、日本・欧州評議会友好議員連盟会長、日本アメリカ友好議員連盟会長、日本オランダ友好議員連盟会長、日本インド友好議員連盟会長、日本イラン友好議員連盟会長、日本スウェーデン友好議員連盟会長、日本フィリピン友好議員連盟会長、アジア・エネルギー共同体推進議員連盟会長などの外交関連の議員連盟の会長を務めた。

### 臓器移植
1997年（平成9年）に成立・施行された臓器の移植に関する法律の制定においては、議員立法として提案した一人。2009年（平成21年）の法改正においては、2006年（平成18年）に後に採用案となるA案を河野太郎・福島豊らと共に提案した。

### 派閥
派閥は参議院初当選から一貫して清和会（福田派→安倍派→三塚派）に属し、安倍晋太郎会長下で加藤六月、塩川正十郎、森喜朗、三塚博が「安倍派四天王」と称されると、これに続く「安倍派第5の男」と呼ばれた。1998年（平成10年）、三塚派内で森ラインと亀井静香ラインの対立が激化すると、亀井、平沼赳夫らと清和会を脱退し、「中山 ・亀井グループ」を結成。しかし、翌年の志帥会結成には参加せず、これ以降は無派閥を貫く。

## 人物
- 日韓議員連盟顧問[要出典]。
- 妻の名前は「中山花子」で、夫婦で「太郎」「花子」となるので偽名を疑われたことがある。

## 献金問題
- 暴力団が経営に関与しているとされる企業から、中山が代表を務めている自民党選挙支部へ献金が行われていることが報道されている[7]。

## 略歴
- 1943年（昭和18年） 旧制生野中学校（現・大阪府立生野高等学校）卒業
- 1952年（昭和27年） 旧制大阪高等医学専門学校（現・大阪医科薬科大学）卒業
- 1954年（昭和29年） 大阪医科大学小児科教室助手
- 1955年（昭和30年） 大阪府議会議員初当選（大阪生野区）
- 1960年（昭和35年） 医学博士号取得（小児麻痺研究・大阪医科大学）
- 1968年（昭和43年） 参議院議員初当選（大阪地方区）
- 1971年（昭和46年） 労働政務次官
- 1976年（昭和51年） 参議院内閣委員長
- 1980年（昭和55年） 総理府総務長官・沖縄開発庁長官（鈴木内閣）
- 1983年（昭和58年） 参議院自民党幹事長
- 1986年（昭和61年） 衆議院議員初当選
- 1989年（平成元年） 外務大臣（第1次海部内閣）
- 1990年（平成2年） 外務大臣（第2次海部内閣・第2次海部改造内閣）
- 2000年（平成12年） 衆議院憲法調査会会長
- 2005年（平成17年） 衆議院日本国憲法に関する調査特別委員長
- 2009年（平成21年） 衆議院小選挙区選挙で落選

## 著書
- 『1億総背番号』日本生産性本部、1970年12月20日。NDLJP:11932861。
- 『中山太郎・大臣日誌』行政問題研究所出版局、1985年12月20日。NDLJP:12191666。

## 栄典
- 1997年（平成9年） 勲一等旭日大綬章
- 2002年（平成14年） ロシア友好勲章
- ハンガリー共和国功労勲章中十字型章